# أبوسوم رشيق
أبوسوم رشيق (الاسم العلمي: Gracilinanus agilis)، هو نوع من الأبوسوم يتواجد في الأرجنتين وبوليفيا والبرازيل وكولومبيا وبيرو وباراغواي وأوروغواي.